# Lusknoop
De lusknoop is de meest eenvoudige manier om een vaste lus te leggen in een touw of koord. De knoop is in feite een halve steek met een dubbelgeslagen touw waardoor een lus ontstaat. De lus is heel sterk, maar heel moeilijk los te krijgen. Een vaste lusknoop die beter los te krijgen is, is de achtlus of dubbele acht, zie achtknoop. Vissers gebruiken veelal een lus met nog een slag extra en noemen dat soms ook een lusknoop. Een andere veelgebruikte manier om een vaste lus te leggen in een touw is door middel van de paalsteek. 